# Магомедов, Борис Викторович
Борис Викторович Магомедов (род. 29 января 1949, Киев) — советский и украинский учёный-археолог, доктор исторических наук (1999). Лауреат Государственной премии Украинской ССР в области науки и техники (1991).

## Биография
В 1974 году окончил исторический факультет Киевского государственного университета.
С 1969 года работает в Институте археологии АН УССР (с 1991 — Институт археологии Академии наук Украины, с 1994 — Институт археологии НАН Украины): сначала — реставратором, потом — научным сотрудником.
В 1982 году защитил кандидатскую диссертацию на тему: «Черняховские племена Северо-Западного Причерноморья», а в 1999 — докторскую диссертацию на тему: «Черняховская культура. Проблема этноса».
С 2000 — ведущий научный сотрудник отдела археологии ранних славян Института археологии НАН Украины.

## Научная деятельность
Б. Магомедов — известный специалист по археологии Римского времени и эпохи Великого переселения народов. Занимается проблемой ранних славяно-германских контактов. Углублённо изучает историю населения территории Украины, которое оставило древности черняховской культуры (III — начало V века). Исследовал раскопки и ввёл в научное обращение материалы поселений и могильников римского времени п. Каборга, Каменка-Анчекрак, Новый Городок (все в Николаевской области Украины), Курники, Шершни, Козлов (все в Винницкой области), Великая Снетинка (Киевской области) и другие.
На протяжении нескольких лет работал на многих археологических памятниках других эпох на Украине, а также на Чукотском полуострове Российской Федерации.
Редактор ряда украинских изданий, член редколлегии журнала «Archaeologia Bulgarica», член-корреспондент Немецкого археологического института.

## Избранная библиография

### Монографии
- Черняховская культура Северо-Западного Причерноморья. — Киев, 1987
- Черняховская культура: Проблема этноса. Lublin, 2001
- Этнокультурная карта территории Украинской ССР в I тыс. н. э. — Киев, 1985. (Коллектив авторов)
- Археология Украинской ССР. Том 3. — Киев, 1986. (Коллектив авторов)
- Славяне Юго-Восточной Европы в предгосударственный период. — Киев, 1990. (Колл. авторов)
- Давня історія України. Том 3. — Київ, 2000. (Колектив авторів)
- Історія української культури. 1 том. — Київ, 2001. (Колектив авторів)
- Давня кераміка України. К., 2001 (в соавт.)
- Пам’ятки черняхівської культури в Київській областi. К., 2003 (в соавт.).

### Избранные научные статьи
- Каборга IV (раскопки 1973—1974 гг.) // Могильники черняховской культуры. — Москва, 1979
- Могильник у городища Городок на Южном Буге // Памятники древних культур Северного Причерноморья. — Киев, 1979
- Черняховское городище у с. Александровка // Днестро-Дунайское междуречье в I — начале II тыс. н. э. — Киев, 1987
- Скарб денаріїв біля с. Глинськ // Археологія. — 1988. — № 62. (в соавт.)
- Тринефні споруди у черняхівському домобудуванні // Археологія. — 1989. — № 4
- Каменка-Анчекрак. Поселение черняховской культуры. — Киев, 1991
- Велика Снітинка 2 — поселення гребінників III—IV ст. н.е. // Стародавнє виробництво на території України. — Київ, 1992. * La stratification sociale de la population de la culture de ?ernjahov // La noblesse Romaine et les chefs barbares du IIIe au VIIe si?cle. — Saint-Germen-an-Laye, 1994
- Cultura di Cernjachov (Catalogo) // I Goti. — Milano, 1994
- Оружие черняховской культуры // Материалы по археологии, истории и этнографии Таврии. — 1996. Вып. 5 (в соавт.)
- Черняховское поселение у села Козлов на Среднем Днестре // Studia Gothica. — 1998. — 2
- Готи у Східній Європі // Археологія. — 1999. — № 4
- Черняховский могильник Курники на Южном Буге // Stratum plus. — 1999. — № 4
- Siedlungen der ?ernjachov-Sintana-Kultur // Die Sintana de Mures-?ernjachov-Kultur. Akten des Internationalen Kolloquims. — Bonn 1999
- Tradition of ritual feasts of burial custom in Chernyakhov-Sintana Culture // Archaeologia Bulgarica, 2, 2000
- Сарматские элементы в черняховском погребальном обряде // Die sp?tr?mische Kaiserzeit und fr?he V?lkerwanderungszeit in Mittel- und Osteuropa. 2000
- Гепіди. Історичні відомості та археологічні реалії // Археологія. — 2001. — № 2
- Die Chernjachov-Marosszentanna/Santana de Murey-Kultur in der Karpatenregion // International Connections of the Barbarians of the Carpathian Basin in the 1st — 5th centuries A.D. — Aszod-Nyiregyhaza, 2001